# Wish You Were Here (chanson d'Avril Lavigne)
Pour les articles homonymes, voir Wish You Were Here.
Singles de Avril Lavigne
Smile
(2011) Here's to Never Growing Up
(2013)
Wish You Were Here est une chanson de l'artiste canadienne Avril Lavigne, extrait de son quatrième album studio, Goodbye Lullaby. C'est aussi le troisième single issu de l'album Goodbye Lullaby, le premier étant What the Hell et le deuxième Smile.

## Composition
La chanson Wish You Were Here a été composée par Avril Lavigne, Max Martin et Shellback, la production ayant été assurée par ce dernier.

## Liste des titres
| 1. | Wish You Were Here                |  | 3:45 |
| 2. | Wish You Were Here (instrumental) |  | 3:45 |

| 1. | Wish You Were Here                  | 3:45 |
| 2. | Wish You Were Here (instrumental)   | 3:45 |
| 3. | Smile (instrumental)                | 3:33 |
| 4. | Wish You Were Here (vidéo musicale) | 3:45 |

| 1. | Wish You Were Here                | 3:45 |
| 2. | Wish You Were Here (instrumental) | 3:45 |
| 3. | Hello                             |      |
| 4. | Hello (instrumental)              |      |

## Charts
| Pays               | Chart                  | Meilleure position | Réf    |
| ------------------ | ---------------------- | ------------------ | ------ |
| Belgique           | Ultratop 50 (Flandres) | 4                  | [ 1 ]  |
| Belgique           | Ultratop 40 (Wallonie) | 34                 | [ 2 ]  |
| Canada             | Canadian Hot 100       | 64                 | [ 3 ]  |
| États-Unis         | Billboard Hot 100      | 65                 | [ 4 ]  |
| États-Unis         | Mainstream Top 40      | 35                 | [ 5 ]  |
| États-Unis         | Hot Digital Songs      | 30                 | [ 6 ]  |
| France             | SNEP                   |                    | [ 7 ]  |
| Japon              | Japan Hot 100          | 90                 | [ 8 ]  |
| Nouvelle-Zélande   | Rianz                  | 5                  | [ 9 ]  |
| Pays-Bas           | MegaCharts             | 51                 | [ 10 ] |
| République tchèque | IFPI                   | 11                 | [ 11 ] |
| Royaume-Uni        | UK Singles Chart       | 16                 | [ 12 ] |

## Sortie et format
| Pays             | Date              | Label        | Format                          |
| ---------------- | ----------------- | ------------ | ------------------------------- |
| Allemagne        | 9 septembre 2011  | RCA Records  | Téléchargement                  |
| Australie        | 9 septembre 2011  | RCA Records  | Téléchargement                  |
| Autriche         | 9 septembre 2011  | RCA Records  | Téléchargement                  |
| Belgique         | 9 septembre 2011  | RCA Records  | Téléchargement                  |
| Irlande          | 9 septembre 2011  | RCA Records  | Téléchargement                  |
| Italie           | 9 septembre 2011  | RCA Records  | Téléchargement                  |
| Luxembourg       | 9 septembre 2011  | RCA Records  | Téléchargement                  |
| Mexique          | 9 septembre 2011  | RCA Records  | Téléchargement                  |
| Norvège          | 9 septembre 2011  | RCA Records  | Téléchargement                  |
| Nouvelle-Zélande | 9 septembre 2011  | RCA Records  | Téléchargement                  |
| Pays-Bas         | 9 septembre 2011  | RCA Records  | Téléchargement                  |
| Suisse           | 9 septembre 2011  | RCA Records  | Téléchargement                  |
| France           | 12 septembre 2011 | RCA Records  | Téléchargement                  |
| Espagne          | 13 septembre 2011 | RCA Records  | Téléchargement                  |
| Finlande         | 13 septembre 2011 | RCA Records  | Téléchargement                  |
| Royaume-Uni      | 23 octobre 2011   | Epic Records | Téléchargement                  |
| Belgique         | 31 octobre 2011   | Epic Records | Téléchargement (Édition Deluxe) |
| Canada           | 31 octobre 2011   | Epic Records | Téléchargement (Édition Deluxe) |
| Espagne          | 31 octobre 2011   | Epic Records | Téléchargement (Édition Deluxe) |
| États-Unis       | 31 octobre 2011   | Epic Records | Téléchargement (Édition Deluxe) |
| France           | 31 octobre 2011   | Epic Records | Téléchargement (Édition Deluxe) |
| Grèce            | 31 octobre 2011   | Epic Records | Téléchargement (Édition Deluxe) |
| Irlande          | 31 octobre 2011   | Epic Records | Téléchargement (Édition Deluxe) |
| Italie           | 31 octobre 2011   | Epic Records | Téléchargement (Édition Deluxe) |
| Luxembourg       | 31 octobre 2011   | Epic Records | Téléchargement (Édition Deluxe) |
| Pays-Bas         | 31 octobre 2011   | Epic Records | Téléchargement (Édition Deluxe) |
| Portugal         | 31 octobre 2011   | Epic Records | Téléchargement (Édition Deluxe) |
| Royaume-Uni      | 31 octobre 2011   | Epic Records | Téléchargement (Édition Deluxe) |
| Suisse           | 31 octobre 2011   | Epic Records | Téléchargement (Édition Deluxe) |